# Chlidonias albostriatus
Chlidonias albostriatus е вид птица от семейство Sternidae. Видът е застрашен от изчезване.

## Разпространение
Видът е разпространен в Нова Зеландия.